# El Salvador ai Giochi della XXVIII Olimpiade
El Salvador partecipò ai Giochi della XXVIII Olimpiade, svoltisi ad Atene, Grecia, dal 13 al 29 agosto 2004, con una delegazione di 7 atleti impegnati in sei discipline.

## Delegazione
| Sport             | Uomini | Donne | Totale |
| ----------------- | ------ | ----- | ------ |
| Atletica leggera  | 1      | 1     | 2      |
| Ciclismo          | -      | 1     | 1      |
| Nuoto             | -      | 1     | 1      |
| Sollevamento pesi | -      | 1     | 1      |
| Tiro              | -      | 1     | 1      |
| Tiro con l'arco   | 1      | -     | 1      |
| Totale            | 2      | 5     | 7      |

## Risultati

### Atletica leggera
| Q | Qualificato al turno successivo per la Classifica in qualificazione                                                          |
| q | Qualificato per il turno successivo per ripescaggio o, negli eventi su campo, conquistando la misura minima per qualificarsi |

Maschile
Eventi su pista e strada
| Atleta           | Evento      | Batteria  | Batteria   | Semifinale      | Semifinale      | Finale          | Finale          |
| Atleta           | Evento      | Risultato | Classifica | Risultato       | Classifica      | Risultato       | Classifica      |
| ---------------- | ----------- | --------- | ---------- | --------------- | --------------- | --------------- | --------------- |
| Takeshi Fujiwara | 400 m piani | 48"46     | 7º         | non qualificato | non qualificato | non qualificato | non qualificato |

Femminile
Eventi su pista e strada
| Atleta             | Evento       | Batteria  | Batteria   | Semifinale      | Semifinale      | Finale          | Finale          |
| Atleta             | Evento       | Risultato | Classifica | Risultato       | Classifica      | Risultato       | Classifica      |
| ------------------ | ------------ | --------- | ---------- | --------------- | --------------- | --------------- | --------------- |
| Elizabeth Zaragoza | 5000 m piani | dns       | -          | non qualificata | non qualificata | non qualificata | non qualificata |

### Ciclismo

#### Ciclismo su strada
Femminile
| Atleta        | Evento         | Tempo    | Classifica |
| ------------- | -------------- | -------- | ---------- |
| Evelyn García | Corsa in linea | 3h28'39" | 35ª        |

#### Ciclismo su pista
Femminile
| Atleti        | Evento                   | Qualificazione | Qualificazione | Semifinale           | Semifinale      | Finale               | Finale          |
| Atleti        | Evento                   | Tempo          | Pos.           | Avversaria Risultato | Pos.            | Avversaria Risultato | Pos.            |
| ------------- | ------------------------ | -------------- | -------------- | -------------------- | --------------- | -------------------- | --------------- |
| Evelyn García | Inseguimento individuale | 3'56"055       | 12ª            | non qualificata      | non qualificata | non qualificata      | non qualificata |

### Nuoto
Femminile
| Atleta       | Evento             | Batteria  | Batteria   | Semifinale      | Semifinale      | Finale          | Finale          |
| Atleta       | Evento             | Risultato | Classifica | Risultato       | Classifica      | Risultato       | Classifica      |
| ------------ | ------------------ | --------- | ---------- | --------------- | --------------- | --------------- | --------------- |
| Golda Marcus | 400 m stile libero | 4'22"27   | 33ª        | non qualificata | non qualificata | non qualificata | non qualificata |
| Golda Marcus | 800 m stile libero | 8'59"81   | 21ª        | non qualificata | non qualificata | non qualificata | non qualificata |

### Sollevamento pesi
Femminile
| Atleta    | Evento           | Strappo   | Strappo    | Slancio   | Slancio    | Totale | Classifica |
| Atleta    | Evento           | Risultato | Classifica | Risultato | Classifica | Totale | Classifica |
| --------- | ---------------- | --------- | ---------- | --------- | ---------- | ------ | ---------- |
| Eva Dimas | -75 kg femminile | 105       | 11ª        | 125       | 11ª        | 230    | 11ª        |

### Tiro a segno/volo
Femminile
| Atleta         | Evento                       | Qualificazioni | Qualificazioni | Finale          | Finale          |
| Atleta         | Evento                       | Punti          | Classifica     | Punti           | Classifica      |
| -------------- | ---------------------------- | -------------- | -------------- | --------------- | --------------- |
| Patricia Rivas | Carabina 10 m aria compressa | 393            | =20ª           | non qualificata | non qualificata |

### Tiro con l'arco
Maschile
| Atleta         | Evento               | Turno di qualificazione | Turno di qualificazione | Turno 1                   | Turno 2              | Ottavi di finale     | Quarti di finale     | Semifinali           | Finale / FB          | Finale / FB     |
| Atleta         | Evento               | Punteggio               | Pos.                    | Avversario Punteggio      | Avversario Punteggio | Avversario Punteggio | Avversario Punteggio | Avversario Punteggio | Avversario Punteggio | Posizione       |
| -------------- | -------------------- | ----------------------- | ----------------------- | ------------------------- | -------------------- | -------------------- | -------------------- | -------------------- | -------------------- | --------------- |
| Ricardo Merlos | Individuale maschile | 630                     | 51º                     | van Alten (NED) P 151–152 | non qualificato      | non qualificato      | non qualificato      | non qualificato      | non qualificato      | non qualificato |